# Usługa trakcyjna
Usługa trakcyjna – działalność przewoźnika kolejowego polegającą na zapewnieniu pojazdu kolejowego z napędem wraz z obsługą maszynistów do wykonywania przewozu kolejowego albo zapewnienie obsługi maszynistów do prowadzenia pojazdu kolejowego z napędem.